# Rhinolophus shortridgei
Rhinolophus shortridgei är en fladdermus i familjen hästskonäsor som förekommer i södra Asien. Populationen infogades en längre tid i Rhinolophus lepidus och sedan 2003 godkänns den som art.
Denna fladdermus har 39 till 42 mm långa underarmar, en 20 till 25 mm lång svans och 16 till 19 mm stora öron. Kroppens hår är grå nära roten och bruna vid spetsen. Pälsen ser på ovansidan ljusbrun ut och undersidan är ännu ljusare brun. Den övre delen av hudflikarna på näsan (bladet) har en trekantig form. Arten har i motsats till Rhinolophus lepidus större hörntänder.
Utbredningsområdet sträcker sig över sydöstra Kina, Myanmar och nordöstra Indien. Från de senare staterna är bara ett fåtal fynd dokumenterade. Rhinolophus shortridgei hittades bland annat i tidvis torra skogar med dipterokarpväxter.
För beståndet är inga allvarliga hot kända. Internationella naturvårdsunionen listar arten som livskraftig (LC).